# Кровавый совет
Кровавый совет (исп. Tribunal de los Tumultos, нидерл. de Bloedraad) — утвердившееся в нидерландской историографии название так называемого «Совета по делам беспорядков» («Raad van beroerte», «Conseil des troubles»), существовавшего с 1567 по 1573 годы в Испанских Нидерландах. Совет был учреждён 6 сентября 1567 года испанским наместником герцогом Альбой и генеральным прокурором Якобом Гессельсом, по приказу короля Филиппа II — как орудие подавления гражданских и религиозных свобод. Основным местом заседаний Совета был город Мехелен. За свою беспрецедентную в местной истории жестокость «Совет по делам беспорядков» был вскоре же прозван «Кровавый советом».

Испании владыка встал войной, 

Грозя цепями вольному народу!

 — писал о том времени граф А. К. Толстой.
Совет приговорил к смерти графов Эгмонта и Горна — и ещё 8948 человек. По документированным данным, казнены были 1073 человека, в том числе 5 июня 1568 года в Брюсселе — вышеупомянутые графы Эгмонт и Горн. В том же 1568 году, в «зловещую среду», в Брюсселе были арестованы ночью 500 человек, увезены в тюрьму и приговорены к смертной казни. Кроме того, 11 130 человек были изгнаны. Заочно был приговорён к смерти принц Вильгельм Оранский.
Однако, все эти расправы так и не смогли остановить национально-революционного движения, вскоре возглавленного принцем Вильгельмом Оранским. В декабре 1573 года Совет фактически прекратил своё существование. Формально упразднён кардиналом Реквезенсом 7 июня 1574 года.